# Elisa Caucci
Elisa Caucci (9 marzo 1989) è una calciatrice italiana, centrocampista del Filecchio.

## Palmarès
- Campionato italiano di Serie B: 1

Empoli: 2016-2017